# Uri Geller
Uri Geller (em hebraico:  אורי גלר‎), nascido Gellér György (Tel Aviv, 20 de dezembro de 1946), é um israelense, naturalizado britânico, que se tornou famoso nos anos 1970 ao se clamar paranormal em programas de televisão em que realizava demonstrações de supostos poderes paranormais - telecinese, rabdomancia e telepatia. Muitos o consideram charlatão.
Tais demonstrações incluíam dobrar colheres, identificar objetos ocultos e parar ou acelerar ponteiros de relógios à distância. Geller afirmava que esses efeitos eram provocados pela força de sua mente e pelo poder de sua vontade e que ele havia recebido esses poderes de extraterrestres. Em seu site, Geller conta a sua versão de como teria conseguido seus alegados poderes.
São muitos os seus críticos, entre os quais se destaca James Randi, segundo o qual Geller não seria dotado de paranormalidade. Para sustentar sua tese, Randi repetiu várias vezes os experimentos de Geller, obtendo os mesmos resultados surpreendentes, mas sempre afirmando ter usado apenas truques e ilusionismo. O ilusionista Criss Angel ofereceu 1 milhão de dólares para Uri Geller e Jim Callahan se eles pudessem psiquicamente determinar o conteúdo dentro de um envelope que ele tinha na mão. A oferta foi recusada.
Geller levou à justiça várias pessoas que alegavam que ele não possuía poderes paranormais e perdeu em todas as causas.

## CIA
Em janeiro de 2017, a CIA liberou mais de 13 milhões de páginas com alto grau de sigilo, até então, para consulta pública. Entre os registros considerados mais "exóticos" estão os documentos do chamado programa Stargate, que analisava poderes psíquicos e percepções extrassensoriais. Nesses documentos estão incluídos os testes feitos para analisar as habilidades psíquicas de Uri Geller em 1972. Na época, Geller já era famoso por apresentações demonstrando seus "poderes".
Os memorandos detalham como Geller conseguiu reproduzir, em parte, figuras que foram desenhadas por outras pessoas em uma sala separada de onde ele estava. Ele reproduziu os desenhos com graus variados de precisão - em algumas vezes, replicando o que estava sendo criado por outras pessoas.
A CIA concluiu a pesquisa dizendo que ele "exibiu habilidade perceptiva paranormal de modo contundente".

## Polêmica com Padre Quevedo
Na década de 1970, a Rede Globo trouxe ao Brasil o ilusionista Uri Geller, o qual afirmava que dominava eventos paranormais. Após um encontro de cinco horas no ar com o Padre Quevedo, este último demonstrou que o que Uri Geller fazia de entortar colheres, garfos, facas, chaves e quebrar relógios não passava de truques de ilusionismo. No dia seguinte o próprio Uri Geller reconheceu que tudo não passava de técnicas, contudo, para não ter que se retratar em público, Roberto Marinho e Adolfo Bloch prometeram ao Padre Quevedo que em troca de uma retratação por parte de Uri Geller, ele pegaria o primeiro voo e nunca mais se falaria nele tanto na Rede Globo como na Rede Manchete. A Rede Manchete até cogitou a possibilidade de lançar no dia seguinte, na revista Manchete, o resultado do confronto, onde o Padre Quevedo aparecia levitando Uri Geller, com o seguinte título: Padre Quevedo x Uri Geller, nocaute no 1º round.